# Мэсси, Келли
Ке́лли Лорре́йн Мэ́сси (англ. Kelly Lorraine Massey; род. 11 января 1985, Ковентри, Уэст-Мидлендс, Великобритания) — британская легкоатлетка, специализирующаяся в беге на 400 метров. Бронзовый призёр чемпионата Европы 2014 года в эстафете 4×400 метров. Чемпионка Великобритании (2014).

## Биография
Начала заниматься лёгкой атлетикой в 11 лет в Ньюкасле. Специализировалась на спринтерских дистанциях, в основном 200 и 400 метров. Спорт никогда не был единственным занятием в её жизни. Уже будучи бегуньей достаточно высокого класса, тренировки она совмещала сначала с учёбой в Университете имени Джона Мурса в Ливерпуле (на факультете спортивной науки) и городском университете Манчестера, а после её окончания — с работой учителем физкультуры. Такой образ жизни во многом был продиктован отсутствием личного спонсора и тем, что Келли не попадала в государственную олимпийскую программу финансирования спортсменов.
Основных своих успехов Мэсси добилась в составе эстафетных команд. В качестве студентки она участвовала в двух летних Универсиадах. В 2007 году она стала бронзовым призёром в эстафете 4×400 м, а в личном виде дошла до полуфинала. Спустя 4 года в китайском Шэньчжэне ей удалось повторить эти результаты.
В 2010 году Келли выигрывает чемпионат Англии на дистанции 400 метров и отбирается на Игры Содружества. На тот момент её личный рекорд составлял всего лишь 53,11, поэтому довольно предсказуемо она не смогла выйти в полуфинал на 400 метров в Дели. Зато в эстафете вместе с подругами по команде Мэсси удалось завоевать бронзовую медаль, которая спустя несколько дней превратилась в серебряную после допинговой дисквалификации чемпионок из Нигерии.
Олимпийский 2012 год начинался очень удачно: в мае на турнире в Бельгии установлен личный рекорд 52,38. Благодаря ему Келли была включена в команду на чемпионат Европы. Первое выступление на столь крупном турнире закончилось уже на стадии предварительных забегов как в личном виде, так и в эстафете. Ранее на олимпийском отборе она заняла только 8-е место и поэтому не попала на домашние Игры.
В 2014 году Келли стабильно начинает на всех соревнованиях выбегать из 53 секунд. Она впервые в карьере выигрывает национальный чемпионат и отбирается на чемпионат Европы. В конце июля на Играх Содружества в составе сборной Англии она выигрывает бронзу в эстафете, а спустя 2 недели уже с командой Великобритании становится третьей и на континентальном первенстве. Завершая отличный сезон, Келли на этапе Бриллиантовой лиги в Бирмингеме устанавливает личный рекорд — 51,96.
В настоящее время она тренируется в Манчестере в клубе Sale Harriers под руководством Стивена Болла. Имеет спонсорский контракт с компанией ASICS и онлайн-магазином спортивной одежды для женщин Sweaty Betty.